# Sergey Antonyuk
Sergey Antonyuk (* 6. August 1980) ist ein israelischer Badmintonspieler. 

## Karriere
Sergey Antonyuk war 2002 erstmals bei den israelischen Meisterschaften erfolgreich, wobei er dort das Mixed gemeinsam mit Svetlana Zilberman gewinnen konnte. Mit ihr war er auch bei den Titelkämpfen in den zwei folgenden Jahren erfolgreich.

## Sportliche Erfolge
| Saison | Veranstaltung                 | Disziplin | Platz | Name                                 |
| ------ | ----------------------------- | --------- | ----- | ------------------------------------ |
| 2002   | Israel: Einzelmeisterschaften | Mixed     | 1     | Sergey Antonyuk / Svetlana Zilberman |
| 2003   | Israel: Einzelmeisterschaften | Mixed     | 1     | Sergey Antonyuk / Svetlana Zilberman |
| 2004   | Israel: Einzelmeisterschaften | Mixed     | 1     | Sergey Antonyuk / Svetlana Zilberman |